# فوسكيوفيليرس
فوسكيوفيليرس (بالفرنسية: Foncquevillers)‏ هي بلدية تقع في إقليم باد كاليه من منطقة نور با دو كاليه في شمال فرنسا. تبلغ مساحة هذه المدينة 9.3 (كم²)، وترتفع عن سطح البحر 150 م، يبلغ عدد سكانها 466 نسمة حسب إحصاء المعهد الوطني للإحصاء والدراسات الاقتصادية سنة 2009 م. وترأس Victor Andrieu البلدية خلال فترة (2008-2014).